# 非法移民出境
非法移民出境是指一個人以違反移民出境法律的形式跨越國界，包括合法離境後拒絕原居國提出的返國要求。
俄羅斯在1917年俄國革命兩個月後實施移民出境的限制，組成蘇聯的各個蘇聯加盟共和國其後禁止移民出境。蘇聯在第二次世界大戰創建東方集團後，被蘇聯佔領的集團成員國也實行類似的禁令。1961年柏林圍牆建成後，除了民族遷徙外，從東到西的移民活動幾乎中斷，但嘗試從東德叛逃仍有數千次，當中包括叛逃的邊防軍，而任何公民逃脫被視為背叛。朝鲜也嚴格控制移民出境。
不少人在特殊情況下選擇非法移民出境，如以難民身分逃避迫害或在犯罪後試圖逃避起訴，但是非法移民可能以罪犯身分被遣送或引渡回國，或在其他國家被起訴。
聯合國的立場認為移民出境自由是一項人權，屬於出入境自由的一部分。根據世界人權宣言，人人有權離開任何國家，包括其本國在內，並有權返回他的國家。

## 東方集團

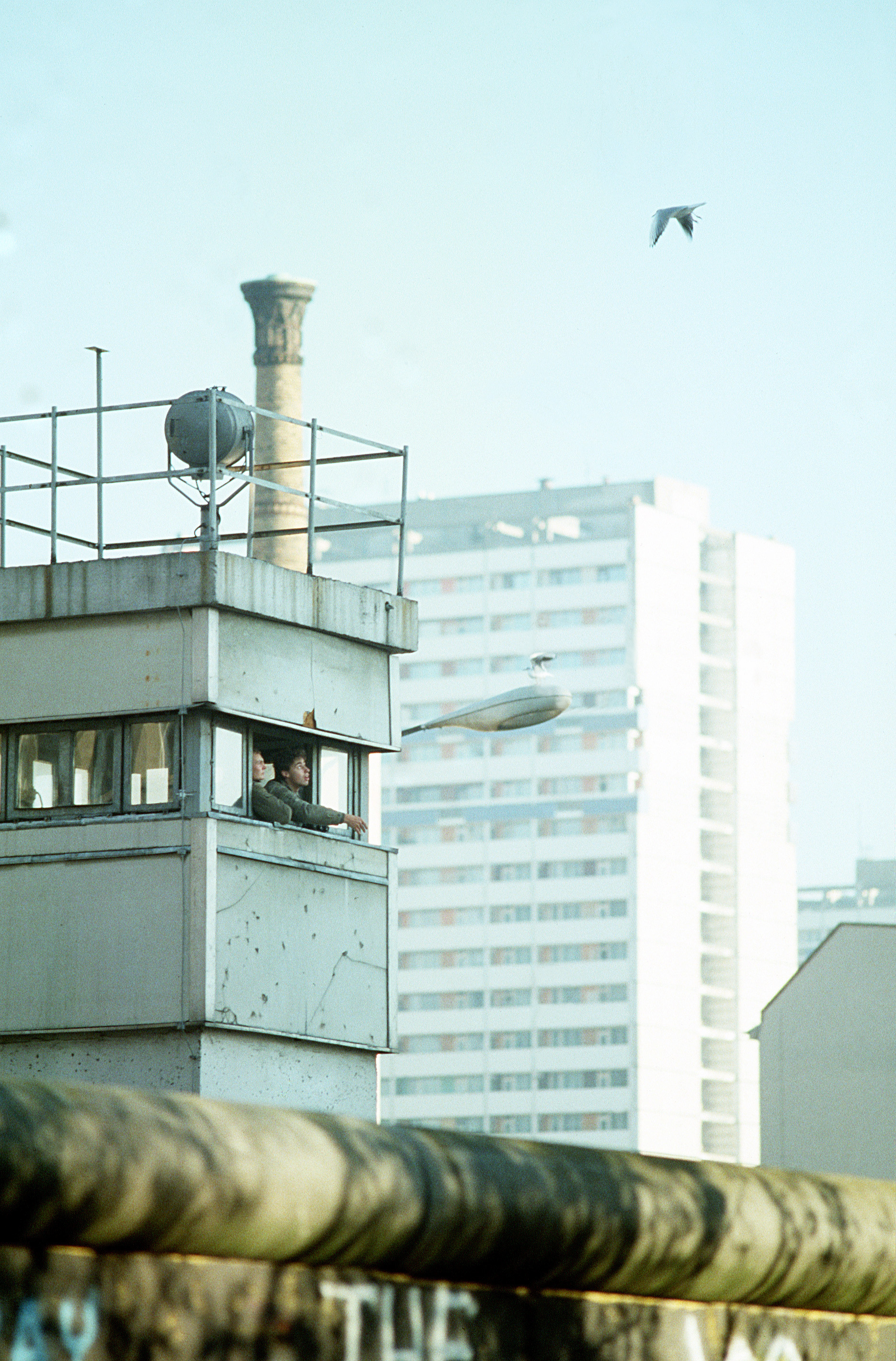
柏林圍牆

除非獲得政府和克格勃明確許可，東方集團成員國國民不得移民出境和出國外遊。在第二次世界大戰最後階段，蘇聯直接把原先在蘇德互不侵犯條約割讓給納粹德國的數個國家兼併為蘇維埃社會主義共和國並建立東方集團，這些國家包括波蘭東部（納入兩個不同的蘇維埃社會主義共和國）、拉脫維亞（成為拉脫維亞蘇維埃社會主義共和國）、愛沙尼亞（成為愛沙尼亞蘇維埃社會主義共和國）、立陶宛（成為立陶宛蘇維埃社會主義共和國）、部分芬蘭東部（成為卡累利阿-芬蘭蘇維埃社會主義共和國）和羅馬尼亞北部（成為摩爾達維亞蘇維埃社會主義共和國），其他國家則變成蘇聯的附庸國，如波蘭人民共和國、匈牙利人民共和國、捷克斯洛伐克社會主義共和國、羅馬尼亞人民共和國、阿爾巴尼亞人民共和國和後來東德的蘇聯佔領區。
到了1950年代初，其餘大多數的東歐集團成員國（與中國、蒙古和朝鲜）效仿蘇聯控制出入境限制。1952年前，東德和西方佔領區接壤界線的大部分地方均容易通過，因此1961年前超過350萬東德人移居西德，1961年8月13日，東德豎立分隔東西柏林的鐵絲網屏障，警方和軍隊工程師在兩天後開始建造堅固的混凝土牆，成為柏林圍牆。
1955年，東德執政黨德國統一社會黨出版宣傳小冊子概述逃離東德的嚴重性，指出「離開東德是一種政治和道德落後和墮落的行為」和「今天離開東德的人拋棄這座爭取和平的強大堡壘，為德國人民的死敵帝國主義和軍國主義分子服務，全國工人將要求懲罰他們」。

## 古巴
目前，古巴政府禁止其公民在沒有事先獲得政府許可的情況下離開古巴。根據人權觀察的翻譯，古巴的刑法列明國民在未完成法律手續（如离境许可Permiso de Salida）前離開或採取行動準備離開國家領土可能面臨監禁一至三年的徒刑。1985至1994年間，非法移民出境的人數估計約82,500，直至2000年中再有另外7,500非法移民出境。即使討論非法移民出境，也會面臨六個月的徒刑。

## 伊朗
伊朗婦女在未經丈夫或男性親屬（如沒有結婚）書面許可獨自離開伊朗屬於非法行為。非伊朗國籍的女人在與伊朗男人結婚後自動成為伊朗公民，因此必須遵守這些規定。

## 葡萄牙
1974年前，葡萄牙個人的移民出境自由低於國家的目標，1933年憲法載有「國家有協調和規範經濟和社會生活的權利和義務，以達到填充國家領土、保護移民出境和懲戒移民出境的目的」。該國試圖利用這項政策達到三個主要目標：滿足勞動需求、滿足在非洲的利益和確保從移民出境匯款中得益。1950年到1988年，至少36%的葡萄牙移民出境者是經由非法渠道離國。

## 緬甸
根據人權觀察，緬甸政府嚴格限制批准穆斯林前往麥加朝覲的人數，穆斯林聲稱他們申請護照出國旅遊時經常遇到困難。

## 突尼斯
2001年，突尼斯當局繼續拒絕向一些評論家及政治犯和流亡海外人士的家庭成員發放護照。

## 美國
美國政府不會為拖欠2500元以上子女撫養費的人士辦理護照續期，因此該人士不能離開美國，並可能因護照失效而被驅逐回國。

## 澳洲和新西蘭
澳洲和新西蘭對拖欠子女撫養費的人士發出外遊禁令。

### 引用
1. ↑  .   [2011-02-27]. （原始内容存档于2013-05-10）.
2. ↑  Universal Declaration of Human Rights 的存檔，存档日期2014-12-08.
3. ↑  Dowty 1989，第70頁
4. ↑  Roberts 2006，第43頁
5. 1 2 3  Wettig 2008，第21頁
6. 1 2 3  Senn, Alfred Erich, Lithuania 1940 : revolution from above, Amsterdam, New York, Rodopi, 2007 ISBN 9789042022256
7. ↑  Kennedy-Pipe, Caroline, Stalin's Cold War, New York : Manchester University Press, 1995, ISBN 0719042011
8. ↑  Roberts 2006，第55頁
9. ↑  Shirer 1990，第794頁
10. ↑  Granville, Johanna, The First Domino: International Decision Making during the Hungarian Crisis of 1956, Texas A&M University Press, 2004. ISBN 1-58544-298-4
11. ↑  Grenville 2005，第370–71頁
12. ↑  Cook 2001，第17頁
13. ↑  Wettig 2008，第96–100頁
14. ↑  Dowty 1989，第114頁
15. ↑  Dowty 1989，第121頁
16. ↑  Mynz 1995，第2.2.1頁
17. ↑  Senate Chancellery, Governing Mayor of Berlin, The construction of the Berlin Wall 的存檔，存档日期2014-04-02. states "Between 1945 and 1961, around 3.6 million people left the Soviet zone and East Berlin"
18. ↑  Pearson 1998，第75頁
19. ↑  Dowty 1989，第124頁
20. ↑  . Notizbuch des Agitators ("Agitator's Notebook"). Socialist Unity Party of Germany, Agitation Department, Berlin District. November 1955  [2008-02-17]. （原始内容存档于2014-03-26）.
21. ↑  .   [2011-02-27]. （原始内容存档于2019-06-10）.
22. ↑  Rolando García Quiñones, Director del Centro de Estudios Demográficos (CEDEM), Cuba: International Migrations in Cuba: persinting trends and changes 的存檔，存档日期2006-10-05.
23. ↑  M. Hollis Kobayashi.  (PDF). 2005.[]
24. ↑  Maria Ioannis B. Baganha. Portuguese Emigration After World War II 的存檔，存档日期2007-02-21..
25. ↑  Human Rights Watch (2002). Burma: Crackdown on Muslims （页面存档备份，存于）
26. ↑  Human Rights Watch on Tunisia （页面存档备份，存于）

### 书目
- Böcker, Anita, , Het Spinhuis, 1998, ISBN 9055890952
- Cook, Bernard A., , Taylor & Francis, 2001, ISBN 0815340575
- Dale, Gareth, , Routledge, 2005, ISBN 071465408 请检查|isbn=值 (帮助)
- Dowty, Alan, , Yale University Press, 1989, ISBN 0300044984
- Grenville, John Ashley Soames, , Routledge, 2005, ISBN 0415289548
- Harrison, Hope Millard, , Princeton University Press, 2003, ISBN 0691096783
- Krasnov, Vladislav, , Hoover Press, 1985, ISBN 0817982310
- Loescher, Gil, , Oxford University Press, 2001, ISBN 0198297165
- Roberts, Geoffrey, , Yale University Press, 2006, ISBN 0300112041
- Thackeray, Frank W., , Greenwood Publishing Group, 2004, ISBN 0313328145
- Wettig, Gerhard, , Rowman & Littlefield, 2008, ISBN 0742555429